# Nyanza Bay
Nyanza Bay (do 23 stycznia 1976 Indian Bay) – zatoka (ang. bay) kanału St. Patricks Channel w kanadyjskiej prowincji Nowa Szkocja, w hrabstwie Victoria; nazwa Indian Bay urzędowo zatwierdzona 5 października 1950.